# Preben Major Sørensen
Preben Major Sørensen (født 14. april 1937 i København) er en dansk forfatter.

## Opvækst tidlige udgivelser
Allerede som 15-årige begyndte Preben Major Sørensen (PMS) at digte. Han fik sin studentereksamen i 1957, hvorefter han begyndte at studere først Germanistik og siden Psykologi og Kristendomskundskab ved Københavns Universitet. Han fuldførte dog ikke studierne. I 1964 fik han udgivet sin første fortælling "Janus’ død" i antologien 11+11 Prosa og Grafik (Arena), hvor en række andre forfattere som Svend Åge Madsen, Inger Christensen, Knud Holst og Svend Holm også bidrog.

## Karriere
Borgens Forlag henvendte sig på baggrund af "Janus' død" og i 1965 udkom Sørensens første selvstændige udgivelse; novellesamlingen Ildmesteren. Politikens anmelder Thomas Bredsdorff kaldte bogen ”en imponerende debut”. Der var dog også enkelte negative reaktioner såsom Hans Henning Harmer, der i det toneangivende litteraturtidsskrift Vindrosen skrev, at novellesamlingen ikke syntes at have været i forbindelse med ”en Bygmesters håndelag”.
To år efter udkom den næste prosasamling Vandmandens gilde, der tematisk var beslægtet med Ildmesteren, men formmæssigt var den knap så stringent som sin forgænger, hvilket fik enkelte anmeldere til at betragte den som en mindre helstøbt udgivelse. Statens Kunstfond tildelte Major Sørensen Statens Kunstfonds 3-årige arbejdsstipendium kort før udgivelsen. I 1970 udkom den udsøgte prosasamling Alfabetets Herre. Torben Brostrøm anmeldte samlingen for Dagbladet Information og skrev, at ”Sørensen prøver med sine ikke altid let tilgængelige prosastykker at nærme sig gåderne og gør undervejs ganske uhyggelige opdagelser.”
I 1973 udkom så I vinden begynder samtalerne på Gyldendal, der betegnes som Major Sørensens hovedværk. Aktuelts litteraturanmelder Claus Rude skrev at I vinden begynder samtalerne som ”kulturelt ordgøgleri”, og typisk for den marxistiske litteraturkritik anklagede han Major Sørensen for at savne ”en klar hensigt” [sic!].
I 1976 udkom Preben Major Sørensens første roman Af en engels erindringer (i hovedsagen skrevet i 1975). I den indædte stil, som på dette tidspunkt kendetegnede forfatteren og peger frem mod hans senere polemiserende og dødsforagtende tilsyneladende hensynsløshed, hæsblæsende men helstøbt skrevet ud i eet, forekommer det, løfter forfatteren dagligdags trakkaserier og forteelser til grotesk mytologiske højder, en syntese af romantik og ekspressionisme, måske inkonsumerabelt. Men selv om den forudsætter læseevner - og det mere end indsigt i det mytologiske vokabolarium. Romanen distancerer sig markant fra tidsånden, den marxistisk-leninistiske "køkkenvask-realisme". Af en engels erindringer blev af Vagn Steen i sin anmeldelse i Politiken karakteriseret som ”en overmåde smuk bog”.
1976 udkom i samarbejde med Rolf Gjedsted en gendigtning af den østrigske ekspressionist Georg Trakls (1887-1914) forresten posthume Sebastian i drømme. Allerede i 1969 havde PMS leveret et efterskrift til Forlaget Rhodos-antologien Mod Midnat.
Preben Major Sørensen er meget optaget af prosaister (under en eller anden form) som Henry de Montherlant og Louis-Férdinand Céline; Ernst Jünger må også nævn.es her nævnes. Men referencerne er legio.
Major Sørensen skrev også fire digtsamlinger; Drømmefængsler (1978), Genkaldelser og Nenia (begge 1980). Højest nåede PMS indenfor lyrikgenrensyv år senere, med sin veloplagte digtsamling Ansigter og masker (1987). Lyrikdebuten fra 1978 opnåede at blive genudgivet i bogklubformat, hvilket hverken før eller siden er overgået forfatteren.[kilde mangler]
I 1983 udgav PMS på Odense Universitetsforlag en lille polemisk rejsebog fra Israel kaldet Riget uden grænser samt en kortprosasamling Rappaccinis have. To år senere udkom endnu en prosasamling med titlen Vildfarelsen
Preben Major Sørensen blev medredaktør på Epoke, hvor han redigerede et par numre sammen med blandt andre David Gress. Han bidrog også til tidsskriftet med en håndfuld oversættelser af blandt andre amerikaneren og sovjet-exilenten Joseph Brodsky.
I 1986 udgav PMS bogen Skræmmebilleder, som er en original blanding af filosofiske, politiske og poetologiske essays, aforismer og ultrakort prosa. Året efter udkom digtsamlingen Ansigter og masker som er omtalt ovenfor), samt erindringsromanen Søvnen og Skyggerne. Major Sørensen modtog Beatrice Prisen for Søvnen og Skyggerne.
I 1991 udkom kortprosasamlingen Personlige grunde og afgrunde (1991) og i 1994 kortprosasamlingen Bevægelser i mørket. Herefter gik der 5 år før han i 1999 udgav Faldgruber. Året inden havde han modtaget Statens Kunstfonds hædersydelse.
I 2002 udkom Øksens tid. Læsioner med illustrationer af Peter Martsensen.
På forlaget Anblik udkom i årene 2007-09 udkom løbende tre nye bind med fortællinger: De dødes vej (2007) På vippen. Bidrag til en ny kriminalentrolopologi (2008) og Natergalens henrettelse. (2009). Barnet (2010, også på Forlaget Anblik) skiller sig ud ved ikke at direkte i formen at bære Major Sørensens vandmærke, nemlig de afsluttede fortællinger, de være sig korte eller lidt længere. Barnet er muligvis baseret på barndomserindringer er ikke biografisk og skal tages med et gran salt, og kan nærmest betragtes som en helstøbt digterisk roman. I Juni 2010 udkom på ad hoc. undergrundsforlaget Fingerprint og i begrænstet - nummereret og med fingeraftryk signeret - et A5 hæfte på 16 sider, som led i en café-oplæsningsarrangement i København. Hovedstaden havde Major Sørensen vendt ryggen et kvar århundrede tidligere, idet han følte sig fremmed for hovedstadens provinsielle paranas i almindelighed og i særdeleshed den på den tid fremherskende "venstresnoede" diskurs i det litterære/intellektuelle miljø. Spørgsmålet er om PMS vil tages til indtægt for ekstreme synspunkter eller b,lot gør som det passer ham, uden hensyn til receptionen. Efter Barnet opstod en pause ii udgivelserne på fem år.
På nok et sattelitforlag, Esco, kom i henh. 2015 og 2017 to nye bind med fortællinger, De bærer de interesse-vækkende titler Forløbelser og Forgribelser. Helvedesgavlen fra 2019 (?), der oprindelig skulle have været i to bind, skiller sig ud ved at være en sammenhængende historie udformet som en nøgleroman; med et sprog der navnlig hen mod slutningen antager et fantastisk præg af Sci-fi, men som helhed nærmere er richard-wagnersk, formuleret i ikke algamisk stil-syntese men fabelhaftig fandenivolsk og lige ud af landevejen.  
I skrivende stund (marts 2022) arbejdes der på mere fra den nu snart 85-årige forfatters hånd.
Han har modtaget Herman Bangs Mindelegat.